# ناحیه رمزی، شهرستان فایت، ایلینوی
ناحیه رمزی (به انگلیسی: Ramsey Township) یک منطقهٔ مسکونی در ایالات متحده آمریکا است که در شهرستان فایتی، ایلینوی واقع شده‌است. ناحیه رمزی ۱۸۱ متر بالاتر از سطح دریا واقع شده‌است.